# Murilo Mármore
Carlos Murilo Pimentel Mármore (Salvador, 17 de julho de 1943 - Vitória da Conquista, 21 de dezembro de 2024) mais conhecido como Murilo Mármore foi um advogado e político brasileiro filiado ao Partido Socialista Brasileiro. Foi prefeito de Vitória da Conquista entre 1° de janeiro de 1989 até 31 de dezembro de 1992, presidente da Empresa Municipal de Urbanização de Vitória da Conquista, além de Secretário Municipal nas gestões de Herzem Gusmão e Sheila Lemos.
É bacharel em direito pela Universidade Federal da Bahia.

## Prefeito de Vitória da Conquista
Murilo assumiu a prefeitura de Vitória da Conquista em 1° de janeiro de 1989, tendo Clóvis Flôres como seu vice, durante seu mandato à frente da prefeitura municipal, diversas obras foram entregues como o Estádio Municipal da Zona Oeste, conhecido como Murilão, o Hospital Municipal Dr. Esaú Matos e o SESC de Vitória da Conquista.
Foi também em sua passagem pela prefeitura que surgiu o primeiro programa de pavimentação asfáltica e paisagismo urbano, denominado Projeto Bela Cidade, executado pela Empresa Municipal de Urbanização de Vitória da Conquista, através dele diversas praças foram requalificadas e entregues a população, como a Praça Vítor Brito, conhecida como Praça da Bíblia, a Praça Crésio Dantas Alves, conhecida como Praça da Normal por estar de frente ao Instituto de Educação Euclides Dantas, que é conhecido localmente como Escola Normal e a Praça Desembargador Mármore Neto, batizada com o nome de seu pai, conhecida como Praça do Boneco, devido a um monumento em homenagem aos imigrantes que contribuem com o Desenvolvimento de Vitória da Conquista.

## Pós Prefeitura
Na eleição municipal de Vitória da Conquista de 1996, Murilo candidatou-se novamente ao cargo de prefeito, desta vez pelo Partido Liberal, tendo o então Deputado Estadual Leônidas Cardoso como candidato a vice, ficando em segundo lugar, sendo derrotado por Guilherme Menezes, candidato do Partido dos Trabalhadores.
Em 2008 postulou-se ao cargo de vereador pelo Partido Socialista Brasileiro, não obtendo sucesso, na disputa estava também o ex-prefeito Raul Ferraz, quem o nomeou primeiro diretor presidente da recém fundada EMURC, em 1978. pela primeira vez no município dois ex-prefeitos concorriam ao cargo de vereador.
Volta a prefeitura de Vitória da Conquista à convite do então prefeito Herzem Gusmão, em 2017, assumindo a procuradoria geral do município, cargo que exerceu até junho de 2019 quando foi nomeado chefe do gabinete civil. chagando a assumir interinamente a Secretaria de Agricultura e Desenvolvimento Rural em 2020.
Durante a gestão de Sheila Lemos, esteve na coordenação do PROCON no município, sua atuação na autarquia foi pautada no diálogo com as empresas campeãs em críticas no município, criando uma rede de apoio entre as empresas e a prefeitura municipal.

### Morte
Murilo Mármore faleceu em 21 de dezembro de 2024 vítima de complicações de saúde decorrentes de um acidente vascular cerebral, aos 81 anos.

## Desempenho Eleitoral
| Ano  | Eleição                           | Cargo    | Partido | Partido | Coligação                            | Vice                  | Votos para Murilo | Votos para Murilo | Votos para Murilo | Votos para Murilo | Resultado  | Ref          |
| Ano  | Eleição                           | Cargo    | Partido | Partido | Coligação                            | Vice                  | T.                | Total             | %                 | P.                | Resultado  | Ref          |
| ---- | --------------------------------- | -------- | ------- | ------- | ------------------------------------ | --------------------- | ----------------- | ----------------- | ----------------- | ----------------- | ---------- | ------------ |
| 1988 | Municipal de Vitória da Conquista | Prefeito |         | PMDB    | PMDB, PSDB, PDS, PDC e PSB           | Clóvis Flôres (PMDB)  | 1°                | 25.252            | 54,32%            | 1°                | Eleito     | [ 18 ]       |
| 1996 | Municipal de Vitória da Conquista | Prefeito |         | PL      | Murilo, O Prefeito de Conquista (PL) | Leônidas Cardoso (PL) | 1°                | 17.504            | 19,76%            | 2°                | Não Eleito | [ 19 ]       |
| 2008 | Municipal de Vitória da Conquista | Vereador |         | PSB     | PTdoB, PSB                           | —                     | 1°                | 699               | 0,47%             | -                 | Não Eleito | [ 20 ] [ 9 ] |